# Cratón de Tanzania

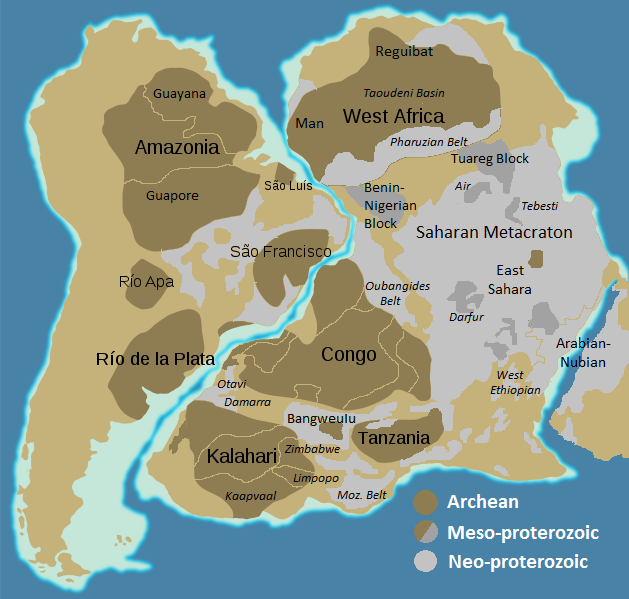
Cratones del occidente de Gondwana, donde se aprecia el metacratón del Sahara y el cratón de Tanzania, al sur del cratón del Congo.

El cratón de Tanzania es una parte antigua y estable de la litosfera continental en el centro de Tanzania. Es también uno de los cinco cratones del zócalo precámbrico que constituyen la placa africana. De hecho son cuatro cratones, el mencionado más el cratón del Kalahari, el cratón del Congo y el cratón de África Occidental, a los que se añade el metacratón del Sahara. El cratón del Kalahari consiste en dos cratones más pequeños separados por el cinturón del Limpopo: el cratón de Kaapvaal y el cratón de Zimbabue. Estas masas terrestres se unieron a finales del precámbrico y principios del paleozoico para formar el continente africano. Actualmente, los cratones están inactivos, pero hay indicios de que ha habido actividad volcánica en los bordes que ha afectado a 14 países de África Occidental.

## Situación
El cratón de Tanzania forma la mayor parte de la meseta de África Oriental. Está rodeado por cinturones móviles de varias eras y presenta diversos grados de metamorfismo. Incluye los sistemas Ubendiano, Usagarano, Karagwe-Ankoleano y Bukobano. El cinturón de Mozambique se sitúa al este. Las ramas este y oeste del rift de África Oriental bordean el cratón. La extremidad meridional del valle del rift de Gregory (la rama oriental del rift de África Oriental) termina contra el cratón. El área volcánica de este rift cubre la superficie de contacto entre el cinturón orogénico de Mozambique y el cratón de Tanzania. Bajo el cratón se halla una superpluma. Un efecto indirecto de esta pluma y el rift asociados al vulcanismo es el alto nivel de nutrientes del suelo del Serengeti, que proceden de la ceniza volcánica del Ol Doinyo Lengai.

## Composición
El cratón está compuesto de varios terranos metasedimentarios arcaicos. El sistema de Dodoma es el más antiguo; los otros son los sistemas Nyanziano y Kavirondiano. Algunos de los cinturones de rocas verdes tienen más de 3000 millones de años. Estos sufrieron intrusiones de granitos y migmatitas en diferentes acontecimientos que datan de hace 2900, 2700, 2400 y 1850 millones de años. El cratón consiste principalmente de granitos arcaicos complejos, pero también incluye rocas del sistema de Dodoma, el más antiguo, en el área central, y cinturones de rocas verdes al sur y este del lago Victoria. También se encuentran gneis, esquistos, cuarcitas, migmatitas, anfibolitas y granulitas. Hubo una amplia intrusión de kimberlita en el periodo Cretáceo, la mayor parte en el cratón que subyace al sur del lago Victoria. Este incluye la chimenea de kimberlita de la mina de diamantes Williamson o Mwadul, en el centro de Tanzania.